# Glochidion galorii
Glochidion galorii är en emblikaväxtart som beskrevs av Airy Shaw. Glochidion galorii ingår i släktet Glochidion och familjen emblikaväxter. Inga underarter finns listade i Catalogue of Life.